# スケルトン・ツインズ 幸せな人生のはじめ方
『スケルトン・ツインズ 幸せな人生のはじめ方』（スケルトンツインズ しあわせなじんせいのはじめかた、The Skeleton Twins）は2014年のアメリカ合衆国のコメディ映画。監督はクレイグ・ジョンソン、出演はビル・ヘイダーとクリステン・ウィグなど。2014年のサンダンス映画祭で脚本賞を受賞するなど高い評価を得ている。
日本では劇場未公開だが、2015年4月29日にDVDが発売されている。

## ストーリー
偶然同じ日に自殺しようとしたことをきっかけに10年ぶりに再会することになった二卵性双生児の姉弟のそれぞれが、うまくいかない自分の人生に向き合って受け入れていくまでを描く。

## キャスト
- マイロ・ディーン: ビル・ヘイダー - 売れない俳優。ゲイ。
- マギー・ディーン: クリステン・ウィグ - マイロの双子の姉。
- ランス: ルーク・ウィルソン - マギーの夫。
- リッチ: タイ・バーレル - マイロの高校時代の教師で元恋人。
- ビリー: ボイド・ホルブルック - マギーのスキューバのインストラクター。
- ジュディ: ジョアンナ・グリーソン（英語版） - マギーとマイロの母親。
- カーリー: キャスリーン・ローズ・パーキンス - マギーの高校時代の友人。

## 作品の評価

### 映画批評家によるレビュー
Rotten Tomatoesによれば、批評家の一致した見解は「クリステン・ウィグとビル・ヘイダーの力強い演技に導かれた『スケルトン・ツインズ 幸せな人生のはじめ方』はファミリードラマから笑いと涙を効果的に掘り出している。」であり、166件の評論のうち高評価は87%にあたる144件で、平均点は10点満点中7.00点となっている。
Metacriticによれば、33件の評論のうち、高評価は28件、賛否混在は5件、低評価はなく、平均点は100点満点中74点となっている。

### 受賞歴
- サンダンス映画祭2014（英語版） 脚本賞
- 第86回ナショナル・ボード・オブ・レビュー賞 インディペンデント映画トップ10

など